# Charlie und die Schokoladenfabrik
Charlie und die Schokoladenfabrik (Originaltitel: Charlie and the Chocolate Factory) ist ein 1964 erschienenes Kinderbuch des britischen Schriftstellers Roald Dahl. Die Originalausgabe wurde von Quentin Blake illustriert. Die erste deutsche Ausgabe mit Illustrationen von Horst Lemke erschien 1969 im C. Bertelsmann Verlag. Die Übersetzung schuf Inge M. Artl, die Verse übertrug Hans Georg Lenzen.

## Handlung
Das Buch erzählt die Geschichte des kleinen Charlie Bucket, der mit seinen Eltern und seinen vier Großeltern in einem kleinen Haus zusammenlebt. Die Familie lebt in ärmlichen Verhältnissen und hat kaum genug zu essen. Von seinen Großeltern hört Charlie die fantastischen Geschichten über Wonkas Schokoladenfabrik, die in der Nähe von Charlies Zuhause steht und die keine gewöhnliche Fabrik ist. Man erzählt sich zum Beispiel von Arbeitern, die keine Menschen sind.
Dann lässt Willy Wonka, der geheimnisvolle Besitzer der Schokoladenfabrik, in der Zeitung verlautbaren, dass er in fünf Tafeln der Wonkaschokolade goldene Tickets versteckt hat. Wer sie findet, hat die einmalige Chance, die Fabrik von innen zu besichtigen. Bald darauf stürmen alle Kinder und sogar die Erwachsenen die Läden der ganzen Welt, um mindestens ein Ticket zu finden.
Charlie hat Geburtstag und bekommt von seiner Familie eine Tafel Schokolade geschenkt. Er öffnet sie und findet nichts. Andere sind erfolgreicher. Nach kurzer Zeit verkündet die Zeitung, dass bereits vier der fünf Tickets gefunden wurden. Diese vier Kinder sind: Der gefräßige Augustus Glupsch, die verwöhnte Veruschka Salz, die kaugummikauende Violetta Beauregarde und der fernsehsüchtige Micky Schießer. Doch Charlie bekommt die letzte goldene Karte, als er mit gefundenem Geld eine Tafel Schokolade kauft. Zusammen mit Großvater Josef trifft Charlie die anderen vier Kinder und deren Eltern vor der Fabrik, wo sie von Willy Wonka persönlich empfangen werden. Sie lernen die verschiedenen Produkte und Erfindungen in Wonkas Schokoladenfabrik und die zwergenhaften Oompa Loompas kennen, die dort arbeiten.
Während der Führung durch die Fabrik bringen sich die vier anderen Kinder nacheinander durch unbedachtes und unverschämtes Verhalten in gefährliche Situationen: Augustus fällt aus Gier nach Schokolade in einen Schokoladenfluss; Violetta isst trotz der Warnungen Willy Wonkas einen Kaugummi, der sie in eine Blaubeere verwandelt; Veruschka möchte eins von Willy Wonkas dressierten Eichhörnchen fangen und als Haustier behalten und wird von den anderen Eichhörnchen in den Müllschlucker geworfen; Micky betätigt verbotenerweise eine von Willy Wonka erfundene Maschine, die ihn drastisch verkleinert. Alle vier Kinder verschwinden zusammen mit ihren Eltern. Zum Schluss ist nur noch Charlie übrig. Willy Wonka erklärt ihm, dass die Führung dazu diente, aus fünf Kindern das sympathischste auszuwählen und zum Erben seiner Schokoladenfabrik zu machen. Während die anderen Kinder, die alle aus der Fabrik gerettet werden konnten, nach Hause geschickt werden, fahren Charlie und sein Großvater mit Willy Wonka in dessen fliegendem Fahrstuhl zu Charlies Familie. Die ganze Familie beschließt, in die Schokoladenfabrik umzuziehen.

### Zusätzliche Kapitel
Roald Dahls Entwurf des Buches enthielt noch mehrere weitere Kinder, die nicht in die endgültige Fassung aufgenommen wurden. Eins der gestrichenen Kapitel, das von dem besserwisserischen Mädchen Miranda Piker handelt, wurde 2010 in einem Sammelband neben anderen Texten von Roald Dahl veröffentlicht.

## Figuren
Charlie Bucket
Die Figur des Charlie Bucket steht für die Kinder, die wirklich geliebt würden und wissen, was menschlicher Kontakt und Empathie bedeuten – ganz einfach, weil er es erlebt.
Augustus Glupsch (engl. Augustus Gloop)
Augustus steht für einen Jungen, der ein gewisses Ausmaß an Vernachlässigung durch Compulsive Eating verdrängt. In der Verfilmung kommt er aus Deutschland.
Veruschka Salz (urspr. Verrucka Salz, engl. Veruca Salt)
Veruschka macht die extreme emotionale Vernachlässigung durch Materielles wett.
Violetta (urspr. Wiederkäu, engl. Violet Beauregarde)
Violetta versucht, es durch Extremsport und Körperkraft zu kompensieren.
Micky Schießer (urspr. Micky Mattschei, engl. Mike Teavee)
Micky flüchtet sich in eine virtuelle Welt, anstatt sich von anderen Kindern mobben zu lassen.
Er ist überdurchschnittlich intelligent.
Willy Wonka
Der Besitzer von Wonkas Schokoladenfabrik hat geniale Ideen in Schokolade und Süßigkeiten verwirklicht. Seine Fabrik ist eine exotische Traumwelt. Die unmenschlichen Strafen, die er für die ungezogenen Kinder vorbereitet hat, scheinen allerdings eher einem Alptraum zu entstammen.
Umpa-Lumpas (engl. Oompa Loompas)
Sie sind zwergengroße Wesen, die Willy Wonka bei einer Dschungelexpedition in Lumpaland (engl. Loompaland) traf. Da ihr Leibgericht Kakaobohnen sind, die in Lumpaland aber sehr selten sind, lud Willy Wonka sie ein, in seiner Schokoladenfabrik zu leben und zu arbeiten. Er zahlt ihnen ihren Lohn in Form von Kakaobohnen. Die Umpa-Lumpas kommentieren im Buch ähnlich wie der Chor des frühen griechischen Theaters die Handlung, insbesondere die Strafen für die ungezogenen Kinder.

## Rezeption und Kontroversen
Charlie und die Schokoladenfabrik gilt als Klassiker der englischsprachigen Kinderliteratur, rief aber auch von Anfang an Kritik hervor. Einige Kritiker sahen die Beschreibungen der Unfälle als sadistische Gewalt gegenüber Kindern an. Deshalb befindet sich das Buch auf der von der American Library Association geführten Liste der Bücher, gegen die in US-amerikanischen Bibliotheken Beschwerden eingereicht wurden.
Die Darstellung der Umpa-Lumpas löste kurz nach dem Erscheinen des Buches eine öffentliche Debatte aus. In der ursprünglichen Fassung sind die Umpa-Lumpas, die für Willy Wonka arbeiten und als Versuchspersonen in seinen Experimenten dienen, ein Pygmäenvolk aus Afrika. Die National Association for the Advancement of Colored People kritisierte dies als rassistische Darstellung, die Vorurteile gegenüber Schwarzen verstärke und überholte Argumente zur Rechtfertigung der Sklaverei reproduziere. Roald Dahl versicherte, keine solchen Aussagen beabsichtigt zu haben, und änderte für weitere Auflagen des Buches das Aussehen der Umpa-Lumpas und ließ ihren genauen Herkunftsort offen. Auch die so überarbeitete Version wird aber weiterhin kritisiert, da sie unabhängig von der Hautfarbe der Umpa-Lumpas die kolonialistischen Elemente unangetastet lasse: Noch immer ist Lumpaland ein tropisches Land, dessen Rohstoffe Willy Wonka ausbeutet, und noch immer bietet er ebendiese Rohstoffe den einheimischen Umpa-Lumpas als Bezahlung dafür an, dass sie ihr Land verlassen und ihm dienen.

## Adaptionen

### Film
Die Kinderbuchvorlage wurde dreimal verfilmt: 
- 1971 erschien der Musicalfilm Charlie und die Schokoladenfabrik unter der Regie von Mel Stuart mit Musik von Anthony Newley und Leslie Bricusse.
- 2005 erschien die Neuverfilmung Charlie und die Schokoladenfabrik unter der Regie von Tim Burton.
- Am 7. Dezember 2023 kam mit Wonka ein nicht auf dem Buch basierendes Prequel in die deutschen Kinos, das nur Figuren aus dem Buch übernahm.

### Bühne

#### Oper
Die Oper The Golden Ticket von Peter Ash und Donald Sturrock wurde 2010 uraufgeführt.

#### Musical
Auf Grundlage des Buches wurde Charlie and the Chocolate Factory als Musical mit Musik und Texten von Marc Shaiman und Scott Wittman am Londoner Westend am 25. Juni 2013 uraufgeführt. Regie führte Sam Mendes. Im März 2025 wurde bekannt, dass das Musical als deutschsprachige Erstaufführung nach Deutschland kommt. Charlie und die Schokoladenfabrik soll am 6. Dezember 2025 in Regensburg am Theater am Bismarckplatz Premiere feiern.

### Videospiele
1985 wurde unter dem Namen Charlie and the Chocolate Factory ein Computerspiel für den Heimcomputer ZX Spectrum veröffentlicht, das lose auf dem Buch von 1964 basierte und auch als Set zusammen mit dem Buch verkauft wurde.  Zum Kinofilm von 2005 entstand ein Videospiel mit dem gleichen englischsprachigen Titel Charlie and the Chocolate Factory (deutscher Titel: Charlie und die Schokoladenfabrik) für die Spielkonsolen Xbox, PlayStation 2, Nintendo GameCube, Game Boy Advance, und für den PC auf dem Betriebssystem Microsoft Windows.

## Nachwirkung
- Marilyn Manson lehnte sein Musikvideo Dope Hat an Mel Stuarts Film von 1971 an und übernahm daraus das Lied Family Trip/Choklit Factory.

- Bela B. stellt in dem Musikvideo zu seiner Single Tag mit Schutzumschlag Willy Wonka dar[15]. Auch die Oompa-Loompas und die Kinder mit jeweils einem Erwachsenen tauchen darin auf, obwohl der Text des Liedes keinen Bezug zu dem Buch hat. Die Gestaltung des Videos ist eng an Tim Burtons Verfilmung von 2005 und Johnny Depps Darstellung des Willy Wonka angelehnt.

- Nach der Originalversion des Namens der Veruschka Salz benannte sich Anfang der 90er Jahre die US-amerikanische Alternative-Rock-Band Veruca Salt.[16]

- In Folge 19 der 5. Staffel der US-amerikanischen Comedyserie The Office gibt sich Bürochef Michael Scott als Willy Wonka aus und verteilt goldene Papierbögen im Rahmen einer Rabattaktion auf zufällige Lieferungen.

- In der Episode Skorpione wie wir (The Scorpion’s Tale) der Zeichentrickserie Die Simpsons gibt sich der Pharmaunternehmer Walter Hotenhoffer, gesprochen von Werner Herzog, als Augustus Glupsch/Augustus Gloop zu erkennen, der dadurch traumatisiert worden sei, dass er in das Rohr im Schokoladensee gesaugt worden ist.[17]
- Von 2006 bis 2015 existierte im englischen Freizeitpark Alton Towers eine auf der Geschichte beruhende Attraktion namens Charlie and the Chocolate Factory: The Ride.[18]

- Die Band Primus veröffentlichte im Jahr  2014 mit dem Album Primus & the Chocolate Factory with the Fungi Ensemble eine Neu-Interpretation des Soundtracks des Films.[19]

- Im 2016 erschienenen Song „Willy Wonka“ des österreichischen Rappers Dame auf dem Album Straßenmusikant vergleicht sich dieser mit der titelgebenden Figur aus Dahls Werk und beschreibt seine Musik anhand vieler Vergleiche mit der Einzigartigkeit und hohen Qualität der Produkte aus Willy Wonkas Fabrik.[20]

- Das niederländische Unternehmen Tony’s Chocolonely stellt seit 2005 Schokolade in Amsterdam her. Ende April 2020 wurde das Vorhaben präsentiert, in Zaandam im Norden von Amsterdam eine neue Fabrik zu errichten, die wie die Schokoladenfabrik aus dem Kinderbuch von Roald Dahl besichtigt werden kann. Diese sollte eine Achterbahn enthalten.[21] Im Juni 2020 wurden diese Pläne auf der COVID-19-Pandemie als gefährdet dargestellt und vorläufig nicht weiter verfolgt.[22] Die Planungen wurden im August 2021 genauer dargestellt.[23] Anfang Dezember 2021 wurde die Einstellung des Projektes bekannt gegeben.[24]

## Auszeichnungen
- 1972: New England Round Table of Children’s Librarians Award (USA)
- 1974: Surrey Schools Book of the Year (Kanada)[25]
- 2000: Millennium Children’s Book Award (Großbritannien)[26]

## Fortsetzung
1972 veröffentlichte Roald Dahl das Buch Charlie und der große gläserne Fahrstuhl. Die Geschichte wird darin direkt fortgesetzt: Von Charlies Haus aus beginnt eine Reise rund um die Welt im gläsernen Fahrstuhl, zusammen mit Charlies gesamter Familie. Durch ein Versehen landen die Passagiere nicht wie geplant wieder in der Fabrik, sondern im Orbit der Erde.

## Ausgaben

### Buchausgaben
Der Roman ist in verschiedenen Bindungen bei mehreren Verlagen erschienen. Auswahl:
- Charlie und die Schokoladenfabrik (Originaltitel: Charlie and the Chocolate Factory). Deutsch von Inge M. Artl und Hans Georg Lenzen (Verse). Mit Illustrationen von Quentin Blake. Sonderausgabe. Rowohlt Taschenbuch-Verlag, Reinbek bei Hamburg 2005, ISBN 3-499-21336-2 (Taschenbuch).
- Charlie und der große gläserne Fahrstuhl. Rowohlt Taschenbuch-Verlag, Reinbek 2003, ISBN 3-499-21212-9.
- Charlie und die Schokoladenfabrik / Charlie und der große gläserne Fahrstuhl, Wunderlich 1987, ISBN 3-8052-0452-3 (Doppelband).

### Hörbuch
- Charlie und die Schokoladenfabrik, 3 CDs, gelesen von Ulrich Noethen, Der Hörverlag 2005, ISBN 3-89940-622-2.